# The Best of Me (Mýa)
The Best of Me è un singolo della cantante statunitense Mýa, pubblicato il 22 marzo 2000 come primo estratto dal secondo album in studio Fear of Flying.
Il brano, che vede la partecipazione del rapper statunitense Jadakiss, è scritto dalla stessa cantante assieme a Teron Beal, Jimmy Cozier, Kasseem Dean, Jason Phillips e Mashonda Tifrere.

## Tracce
CD Maxi
1. The Best Of Me (feat. Jadakiss) – 4:12
2. The Best of Me (feat. Jadakiss) (Holla Remix) – 3:52
3. My First Night With You – 5:39
4. It's All About Me (feat. Sisqó) – 4:24

12"
1. The Best Of Me (feat. Jadakiss) (Fernando Garibay Club Remix) – 5:48
2. The Best Of Me (feat. Jadakiss) (Fernando Garibay Radio Edit) – 3:25
3. The Best Of Me (feat. Jadakiss) (LP Version) – 4:12

## Classifiche
| Classifica (2000) | Posizione massima |
| ----------------- | ----------------- |
| Germania          | 26                |
| Paesi Bassi       | 75                |
| Stati Uniti       | 50                |
| Svizzera          | 64                |